# Associazione Calcio Como 1955-1956
Questa pagina raccoglie le informazioni riguardanti l'Associazione Calcio Como nelle competizioni ufficiali della stagione 1955-1956.

## Stagione
Nella stagione 1955-1956 il Como disputò l'undicesimo campionato di Serie B della sua storia.

## Divise
| 1ª divisa |

## Organigramma societario
Area direttiva
- Presidente: Francesco Ambrosoli

Area tecnica
- Allenatore: Hugo Lamanna

## Rosa
| N. |                   | Ruolo | Calciatore         |
| -- | ----------------- | ----- | ------------------ |
|    | Italia (bandiera) | P     | Giancarlo Catarsi  |
|    | Italia (bandiera) | P     | Antonio Panizzolo  |
|    | Italia (bandiera) | D     | Dalmazio Cuttica   |
|    | Italia (bandiera) | D     | Romano Grassi      |
|    | Italia (bandiera) | C     | Corrado Viciani    |
|    | Italia (bandiera) | C     | Gianmarco Mezzadri |
|    | Italia (bandiera) | C     | Nilo Palazzoli     |
|    | Italia (bandiera) | C     | Angelo Gandini     |
|    | Italia (bandiera) | C     | Giorgio Michelotti |

| N. |                   | Ruolo | Calciatore        |
| -- | ----------------- | ----- | ----------------- |
|    | Italia (bandiera) | A     | Giuseppe Baldini  |
|    | Italia (bandiera) | C     | Remigio Bellini   |
|    | Italia (bandiera) | A     | Ezio Bettini (II) |
|    | Italia (bandiera) | A     | Walter Ciani      |
|    | Italia (bandiera) | A     | Mario Gritti      |
|    | Italia (bandiera) | A     | Italo Marra       |
|    | Italia (bandiera) | A     | Simone Marsili    |
|    | Italia (bandiera) | A     | Fermo Favini      |
|    | Italia (bandiera) | A     | Aldo Santoni      |

## Risultati

### Serie B

#### Girone d'andata
| Arbitro: | Ferrari (Milano) |

|             |           |                 |
| Santoni 67’ | Marcatori | 16’, 44’ Milani |

| Arbitro: | Corallo (Lecce) |

|              |           |  |
| Bassetti 80’ | Marcatori |  |

| Arbitro: | Canepa (Genova) |

|                     |           |  |
| Mezzadri 19’ (aut.) | Marcatori |  |

| Arbitro: | Caputo (Napoli) |

|                     |           |                       |
| Bettini II 41’, 57’ | Marcatori | 75’ Manzella 88’ Mari |

| Arbitro: | De Marchi (Pordenone) |

|                                                        |           |           |
| Gritti 50’ Santoni 59’ Bettini II 60’, 85’ Bellini 66’ | Marcatori | 88’ Testa |

| Arbitro: | Menchini (Udine) |

|               |           |                |
| Barbolini 48’ | Marcatori | 18’ Bettini II |

| Arbitro: | Grillo (Afragola) |

|                       |           |  |
| Bellini 6’ Grassi 46’ | Marcatori |  |

| Arbitro: | Moriconi (Roma) |

|                |           |  |
| Pantaleoni 71’ | Marcatori |  |

| Arbitro: | Fornari (Bologna) |

|                        |           |                 |
| Bellini 4’ Baldini 25’ | Marcatori | 18’ Taccola III |

| Arbitro: | Perego (Milano) |

|                        |           |             |
| Caprile 14’ Palmér 62’ | Marcatori | 33’ Santoni |

| Arbitro: | Menchini (Udine) |

|            |           |  |
| Gritti 55’ | Marcatori |  |

| Messina 18 dicembre 1955 | Messina           | 0 – 0 | Como | Stadio Giovanni Celeste\| Arbitro: \| Fornari (Bologna) \| |
| Arbitro:                 | Fornari (Bologna) |       |      |                                                            |

| Arbitro: | De Marchi (Pordenone) |

|                        |           |           |
| Cappa 86’ Logaglio 88’ | Marcatori | 30’ Marra |

| Arbitro: | Alterio (Roma) |

|                      |           |  |
| Marra 14’ Gritti 73’ | Marcatori |  |

| Arbitro: | Bartolomei (Roma) |

|              |           |                       |
| Miniussi 19’ | Marcatori | 62’ Marra 75’ Santoni |

| Valdagno 21 gennaio 1956 | Marzotto     | 0 – 0 | Como | Stadio dei Fiori\| Arbitro: \| Adami (Roma) \| |
| Arbitro:                 | Adami (Roma) |       |      |                                                |

| Arbitro: | Liverani (Torino) |

|                       |           |            |
| Marra 13’ Bellini 41’ | Marcatori | 61’ Secchi |

#### Girone di ritorno
| Arbitro: | Grillo (Afragola) |

|            |           |                                   |
| Milani 35’ | Marcatori | 53’ Marra 65’ Santoni 87’ Bettini |

| Arbitro: | Bonetto (Torino) |

|                 |           |           |
| Gritti 15’, 88’ | Marcatori | 55’ Perin |

| Arbitro: | Marchese (Napoli) |

|            |           |  |
| Gritti 89’ | Marcatori |  |

| Arbitro: | Rigato (Mestre) |

|                      |           |                |
| Bordignon 45’ (rig.) | Marcatori | 34’ Bettini II |

| Arbitro: | Rigato (Mestre) |

|               |           |                                    |
| Amicarelli 4’ | Marcatori | 5’ Baldini 11’Bettini II 70’ Ciani |

| Arbitro: | Annoscia (Bari) |

|                                       |           |                      |
| Lugli 3’ (aut.) Marra 35’ Bellini 81’ | Marcatori | 44’ (rig.) Barbolini |

| Arbitro: | Liverani (Torino) |

|            |           |                     |
| Rebizzi 4’ | Marcatori | 42’ (aut.) Raimondi |

| Arbitro: | Maurelli (Roma) |

|                             |           |                                 |
| Bellini 12’, 50’ Favini 34’ | Marcatori | 48’, 53’ Ghersetich 57’ Savigni |

| Arbitro: | Bonetto (Torino) |

|                            |           |  |
| Taccola III 51’ Masoni 57’ | Marcatori |  |

| Arbitro: | Griggi (Brescia) |

|                                |           |            |
| Gandini 45’ Baldini 55’ (rig.) | Marcatori | 21’ Palmér |

| Arbitro: | Corallo (Lecce) |

|          |           |                    |
| Bodi 79’ | Marcatori | 71’ (rig.) Baldini |

| Arbitro: | Adami (Roma) |

|                  |           |  |
| Santoni 34’, 79’ | Marcatori |  |

| Como 12 maggio 1956                                             | Como      | 2 – 0 | Bari | Stadio Giuseppe Sinigaglia |
| \| \| \| \| \| Mazzoni 8’ (aut.) Santoni 84’ \| Marcatori \| \| |           |       |      |                            |
|                                                                 |           |       |      |                            |
| Mazzoni 8’ (aut.) Santoni 84’                                   | Marcatori |       |      |                            |

| Arbitro: | Marchese (Napoli) |

|                          |           |                        |
| Buzzin 61’ Galassini 72’ | Marcatori | 11’ Baldini 29’ Gritti |

| Arbitro: | Alterio (Roma) |

|                                                |           |                |
| Gritti 16’ Baldini 50’, 68’ Santoni 62’ (rig.) | Marcatori | 6’ (rig.) Erba |

| Arbitro: | Grillo (Afragola) |

|                         |           |  |
| Bellini 12’ Santoni 46’ | Marcatori |  |

| Arbitro: | Fornari (Bologna) |

|              |           |  |
| Bredesen 60’ | Marcatori |  |

## Statistiche

### Statistiche di squadra
| Competizione | Punti | In casa | In casa | In casa | In casa | In casa | In casa | In trasferta | In trasferta | In trasferta | In trasferta | In trasferta | In trasferta | Totale | Totale | Totale | Totale | Totale | Totale | DR  |
| Competizione | Punti | G       | V       | N       | P       | Gf      | Gs      | G            | V            | N            | P            | Gf           | Gs           | G      | V      | N      | P      | Gf     | Gs     | DR  |
| ------------ | ----- | ------- | ------- | ------- | ------- | ------- | ------- | ------------ | ------------ | ------------ | ------------ | ------------ | ------------ | ------ | ------ | ------ | ------ | ------ | ------ | --- |
| Serie B      | 43    | 17      | 14      | 2       | 1       | 38      | 14      | 17           | 3            | 7            | 7            | 16           | 19           | 34     | 17     | 9      | 8      | 54     | 33     | +21 |

### Statistiche dei giocatori[2]
| Giocatore       | Serie B  | Serie B |
| Giocatore       | Presenze | Reti    |
| --------------- | -------- | ------- |
| G. Baldini      | 34       | 7       |
| G. Bellini      | 29       | 8       |
| E. Bettini (II) | 15       | 8       |
| G. Catarsi      | 1        | 0       |
| Ciani           | 7        | 1       |
| D. Cuttica      | 20       | 0       |
| F. Favini       | 14       | 1       |
| A. Gandini      | 31       | 1       |
| R. Grassi       | 32       | 1       |
| M. Gritti       | 26       | 8       |
| I. Marra        | 20       | 6       |
| S. Marsili      | 31       | 0       |
| G. Mezzadri     | 34       | 0       |
| G. Michelotti   | 1        | 0       |
| N. Palazzoli    | 13       | 0       |
| A. Panizzolo    | 33       | -?      |
| A. Santoni      | 27       | 10      |
| C. Viciani      | 6        | 0       |